# Xarxa de rumbs
|  | No s'ha de confondre amb rosa dels vents. |

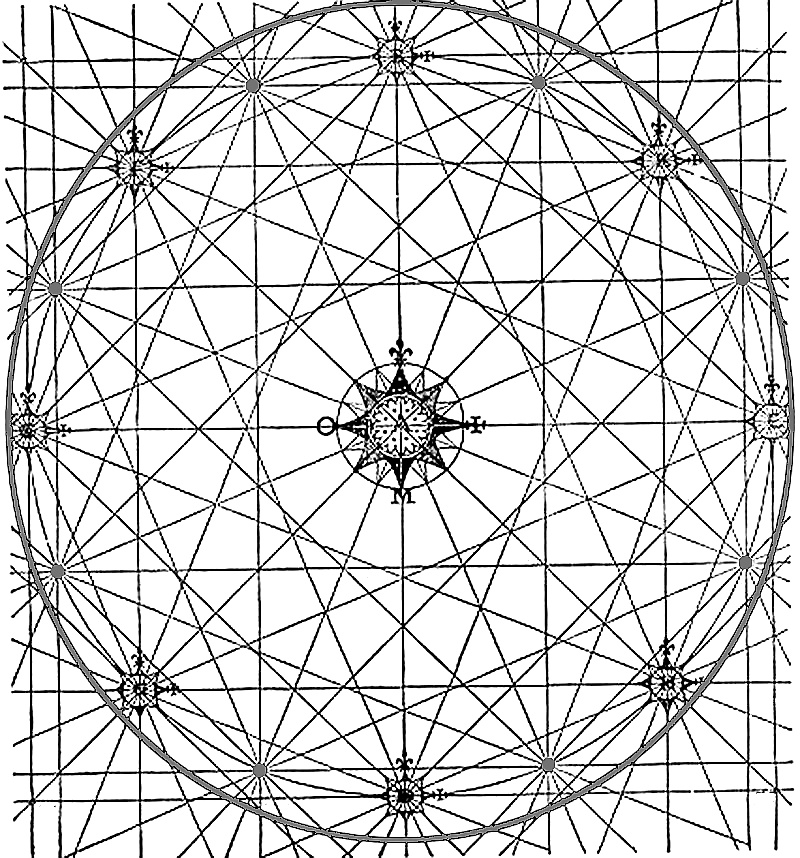
Xarxa de rumbs - 16 nusos per Portolà

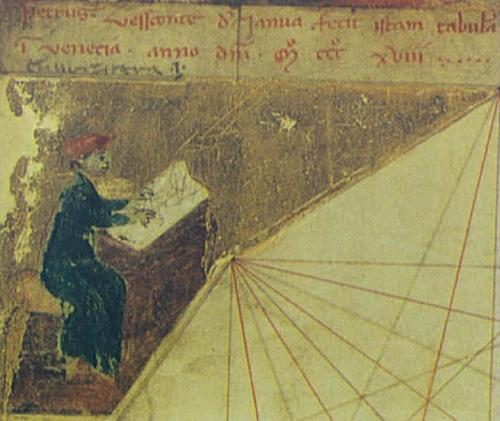
Imatge de Petrus Vesconte

La xarxa de rumbs o retícula de vents, és una característica comuna que comparteixen tots els portolans. Aquesta xarxa és com una teranyina, que forma una retícula sobre el mapa, que és un element bàsic de tot portolà. La retícula es pot veure fàcilment mirant la cara posterior del portolà a contra-llum, ja que el pergamí és força transparent. El forat al centre del cercle origen del traçat també és visible des del darrere.

## Disseny dels portolans

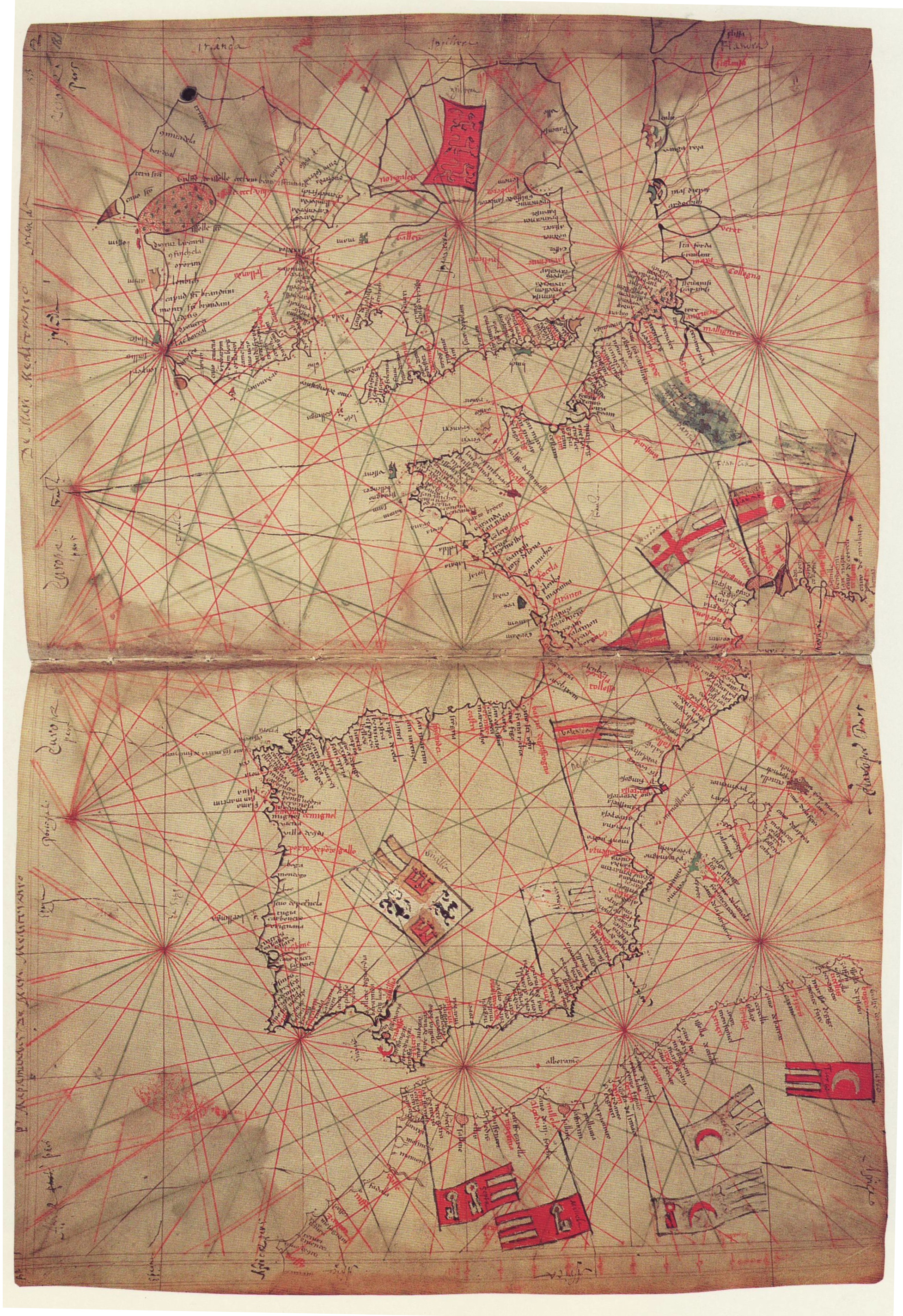
Portolà de Petrus Vescomte

Pujades en el seu llibre  Les cartes portolanes  té un capítol amb totes les teories conegudes i per aclarir les discussions mostra la imatge de  Petrus Vescomte dibuixant un portolà en una de les seves cartes en la qual es veu que ha començat a fer-ho dibuixant primer les línies de rumb. Hi ha autors que li diuen  xarxa de vents  en lloc d'usar el terme  xarxa de rumbs  o bé  xarxa de línies de rumb .
El cercle es divideix en setze parts iguals i els rumbs es representen per aquesta  xarxa de línies  que uneixen cadascun dels vèrtexs que divideixen el cercle amb els altres vèrtexs oposats però amb una cadència  un vèrtex sí un vèrtex no , amb un total de línies que deixa cada vèrtex connectat amb 7 dels restants i sense connectar amb els altres 8. Les línies de la retícula es diuen  línies de rumb  o també  línies dels vents.
Les línies dels rumbs per als vuit rumbs principals (o vents) es dibuixen amb tinta negra (o, de vegades d'or); els vuit rumbs intermedis es dibuixen de color verd; i en el cas d'una  rosa de 32 vents, els setze vents restants (quartes) es dibuixen de color vermell. La intersecció de tot aquest conjunt de  línies de rumb  determinen sobre els portolans una mostra variada i simètrica de: quadrats, paral·lelograms, trapezoides i triangles.

## Procés de creació dels portolans
El procés de creació d'un portolans solia seria com segueix:
- Es preparava un pergamí de bona mida -o dos o més enganxats ..-
  - Vegeu descripció de Pere de Syria.[5]
- Es dibuixava un hexadecàgon ben centrat (o dos tangents per un vèrtex) amb la xarxa de 16 línies de rumb per vèrtex (amb els diferents colors indicats anteriorment: negre verd i vermell)[4]
- Es copiava sobre la retícula la línia de les costes intentant que els vèrtexs quedessin en llocs visibles, com es pot veure al portolà de Vescomte de la figura on s'aprecien les línies de rumb amb els seus centres formant un polígon regular de 16 vèrtexs (hexadecàgon) que quedés molt ben centrat en el pergamí.
- En el cas del Mediterrani els dos vèrtexs oposats de l'hexadecàgon se situaven sobre el que rep el nom de  diafragma del portolà (eix de la Mediterrània .. o paral·lel de Rodes)
- Per acabar, es retolava i decorava amb més o menys profusió segons l'ús final (adorn o navegació).

## Planisferis amb doble hexadecàgon
En els planisferis de grans dimensions, sobretot en els que contenen els oceans (tipus mapamundi) es dibuixen dos hexadecàgons dels que es fan coincidir els dos vèrtexs oposats al centre del portolà.

## Ús de les línes de rumbs
Per calcular en una carta portolana el rumb que cal seguir d'un punt d'origen a un punt de destinació, es trasllada -amb ajuda d'uns regles paral·lels, la recta traçada des del punt d'origen al punt de destinació, sobre la rosa de vents més propera a la posició del vaixell, obtenint-hi el rumb a seguir per arribar al punt de destí.